# Hélène Jégado
Hélène Jégado, née le 17 juin 1803  à Plouhinec (Morbihan) et exécutée le 26 février 1852 à Rennes, est une empoisonneuse française. Elle a été accusée d'avoir attenté à la vie d'une trentaine de personnes, dont des enfants en bas âge, sa plus jeune victime ayant trois ans. La justice ne retiendra que cinq meurtres pour cause de prescription.

## Biographie

### Débuts
Née en 1803, la jeune Hélène (ou Hélènne selon son acte de naissance) est élevée dans la petite ferme d'une famille de cultivateurs pauvres. Elle est nourrie des légendes de la Basse-Bretagne et est notamment traumatisée par le personnage de l'Ankou, dont elle va devenir l'incarnation pour surmonter ses angoisses. En 1810,  elle est envoyée chez une tante qui travaille comme domestique dans un presbytère de Bubry. Elle devient elle-même domestique.
En 1833, Hélène Jégado est brutalement renvoyée du presbytère de Séglien en Bretagne où elle travaille. Cet évènement déclenche chez elle d’insatiables pulsions meurtrières.
Sa méthode est simple : cuisinière dans les presbytères et les maisons bourgeoises, elle ajoute de la « poudre blanche » dans la soupe ou les gâteaux qu'elle prépare, autrement dit de l'arsenic, sous la forme de « mort-aux-rats ». Elle exerce par la suite dans différentes villes — Séglien, Guern, Auray, Hennebont, Locminé, Lorient, Pontivy et, enfin, en 1849, Rennes —. Elle devient notamment cuisinière, un emploi idéal pour empoisonner à l'arsenic les plats de ses victimes : des clients d'un bordel militaire de Port-Louis, où elle se prostitue, des maîtresses de maison, des prêtres, des religieuses, jusqu'à des enfants.

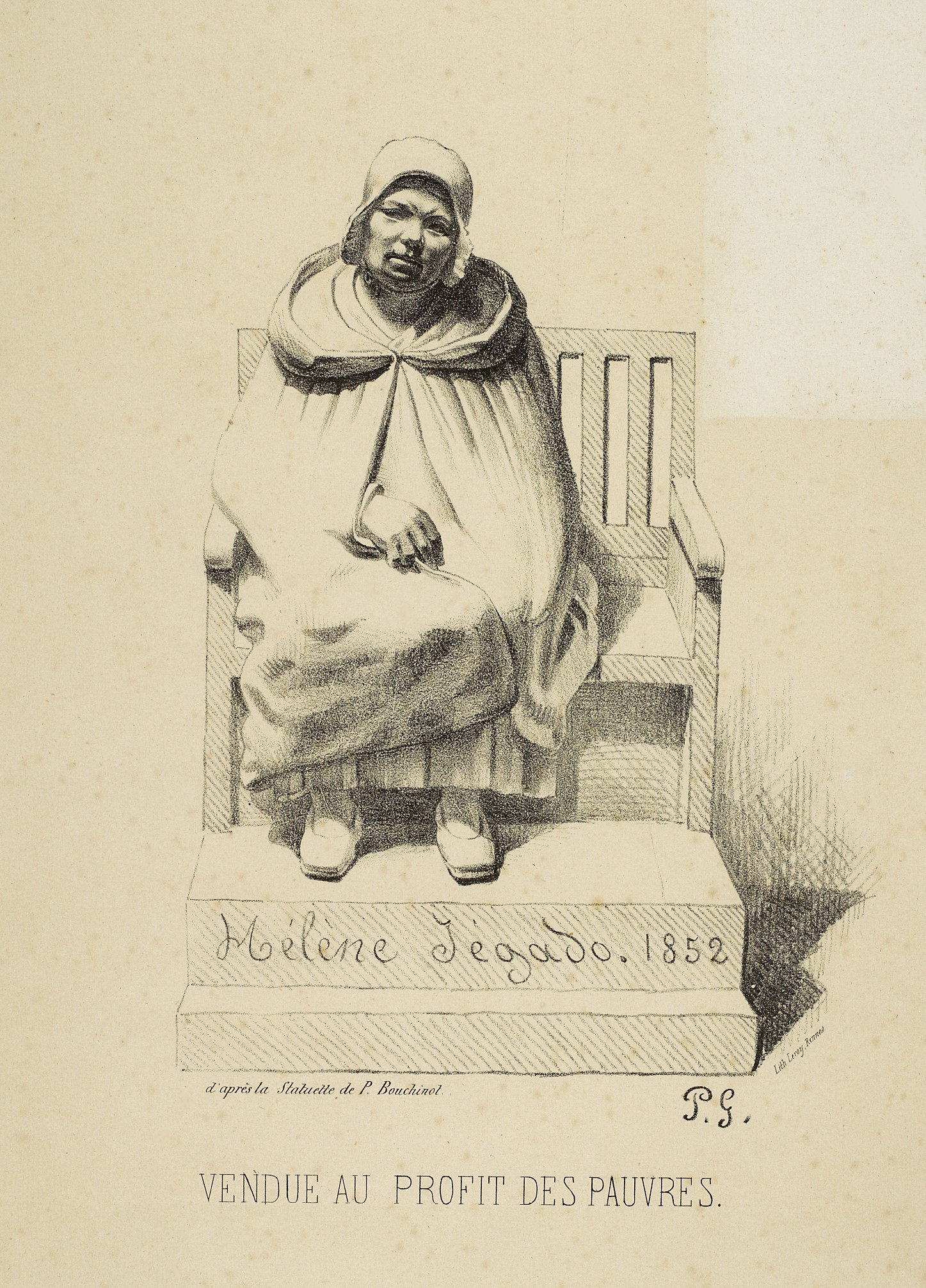
Croquis d'Hélène Jégado d'après une statuette de P. Bouchinot, 1852.

Sa série de crimes s'arrête à Rennes. Parmi ses victimes, Louis Joseph Albert Rabot, mort le 30 décembre 1849 à 7 ans. Ses parents, Victor Rabot (vérificateur de l'enregistrement) et Charlotte Brierre de Montvault, vivaient alors quai Saint-Georges à Rennes avec les beaux-parents de l'époux. Ils employaient Hélène Jégado comme cuisinière. Celle-ci tenta également d'empoisonner la mère d'Albert et sa grand-mère maternelle. Après les meurtres successifs de deux gouvernantes et d'une servante de son employeur, l'avocat, professeur de droit et expert en affaires criminelles Théophile Bidard de la Noë décide d'enquêter et fait procéder à une autopsie qui révèle un empoisonnement à l'arsenic.

### Arrestation et procès
Arrêtée le 2 juillet 1851, Hélène Jégado nie tout en bloc. Aussi, à défaut de preuves, la justice se contente de l'intime conviction du juge d'instruction, et la chambre des mises en accusation de Rennes la renvoie devant la Cour d'assises d'Ille-et-Vilaine.
Pendant dix-huit ans, Hélène Jégado a empoisonné ses victimes, facilitée par le fait qu'à cette époque la région est touchée par des épidémies de choléra dont les symptômes se rapprochent de ceux de l'empoisonnement à l'arsenic. Le nombre de ses victimes est impossible à déterminer avec précision, mais s'élève probablement à plus de 36. La plupart de ses forfaits ayant été commis plus de dix ans avant son procès ne peuvent plus être jugés du fait de la prescription légale de dix ans en vigueur à l'époque. Aussi son procès écarte-t-il 21 empoisonnements et 5 tentatives d'empoisonnement. L'écrivain Jean Teulé et plusieurs médias la considèrent comme la plus grande tueuse en série du monde. Son habitude de conserver des reliques de chacune de ses victimes permet aujourd'hui d'estimer qu'elle a tué environ 80 personnes, y compris des enfants, notamment la petite Marie Bréger au château de Soye, à Ploemeur, en mai 1841, dix ans et un mois avant son arrestation, ainsi que des curés, des domestiques, les beaux-parents du futur maire d'Auray, les parents du médecin de Locminé, le fils du maire de Pontivy. Elle est également accusée d'avoir assassiné sa sœur Anna et une de ses tantes.
Son acte d'accusation concerne cinq empoisonnements et cinq tentatives d'empoisonnement, ainsi que onze vols domestiques. Le procès de celle que la presse surnomme « la nouvelle Brinvilliers » s'ouvre devant la Cour d'assises d'Ille-et-Vilaine le 6 décembre 1851 et se termine par la condamnation à mort le 14 décembre, après une heure quinze de délibération. Le discours final de Me Magloire Dorange, jeune avocat de vingt-quatre ans chargé de la défense, qui plaide la folie, est un plaidoyer contre la peine de mort. Femme pieuse, Hélène se confesse à l'abbé Tiercelin et avoue ses meurtres en prison, la veille de son exécution. Ces révélations, qu'elle autorise à rendre publiques après son décès, se révèlent pourtant peu fiables, certains crimes ayant été omis et d'autres probablement ajoutés.
La culpabilité d'Hélène Jégado n'a jamais été mise en cause. Plusieurs mobiles ont été proposés sans vraiment convaincre, aucune explication raisonnable n'a pu être donnée à son action.

### Exécution
Le 26 février 1852, Hélène Jégado est guillotinée au petit matin place du Champ-de-Mars (aujourd'hui esplanade Charles-de-Gaulle) à Rennes. Sa dépouille et notamment son cerveau sont autopsiés par le premier chimiste de la faculté des sciences de Rennes, Faustino Malaguti,. Ses restes sont ensuite déposés dans la fosse commune du cimetière du Nord de Rennes.

## Postérité
Les circonstances politiques après le coup d’État de Napoléon III du 2 décembre 1851 font que le cas passe presque inaperçu dans les journaux nationaux. Le député Jean-Baptiste Baudin, médecin spécialisé dans les maladies de l'estomac, cité à comparaître au procès, trouve la mort sur les barricades du faubourg Saint-Antoine le 3 décembre.
« La Jégado » fait l'objet de nombreuses estampes, complaintes, biographies plus ou moins romancées. Elle est notamment le sujet de nombreux « canards », feuilles volantes en français diffusées par colportage (Complainte d'Épinal) et de complaintes en langue bretonne (complainte de P.M. Jafferedo, imprimée à Hennebont en 1900)[réf. nécessaire]. Elle devient une espèce de croque-mitaine, personnage maléfique qu'on menaçait d'appeler pour forcer les enfants à manger leur soupe. Une gwerz en 57 quatrains (Guerzen buhe H. Jegadeu), écrite en 1900, raconte son histoire.
Le procès d'Hélène Jégado est reconstitué en janvier 1967 pour la série télévisée En votre âme et conscience de la RTF, dans laquelle la peine de mort est très critiquée : « résolument abolitionnistes, [les réalisateurs] font inlassablement grief aux procureurs du XIXe siècle d'avoir pour seul objectif la tête de l'accusé et démontrent l'absurdité de la peine capitale dans Le Cas d'Hélène Jégado, meurtrière en série bretonne condamnée à mort alors que la Cour la savait atteinte d'un cancer généralisé, donc « déjà condamnée à mourir » ». En 2006, Pierre Mathiote réalise pour France 3 La Jégado, un docu-fiction avec Taïra Borée dans le rôle-titre. En 2013, Jean Teulé publie Fleur de tonnerre, biographie romancée d'Hélène Jégado. La description qu'il en fait correspond à une personne atteinte de schizophrénie, donc irresponsable. Le film Fleur de tonnerre, sorti en 2016, en est une adaptation. En 2017, Olivier Kéraval et Luc Monnerais consacrent un album de bande dessinée Hélène Jégado, ascension vers l’échafaud, premier tome de la série Arsenic aux éditions Sixto. En 2019, Tatiana Le Petitcorps et Yves-Marie Le Texier coécrivent le spectacle Intron Arsenik où ils suivent les pas d'Hélène à travers la Bretagne.
Le Musée de Bretagne de Rennes possède le masque mortuaire d'Hélène Jégado sur le crâne de laquelle on avait recherché la « bosse du crime » lors de l'autopsie réalisée à la Faculté de médecine de Rennes,.
En Bretagne aujourd'hui encore, plusieurs pâtisseries proposent des « gâteaux d'Hélène Jégado », à l'angélique pour imiter la couleur verte que prenait le gâteau arsénié à la cuisson, et aux amandes qu'Hélène utilisait pour masquer le goût amer de l'arsenic, mais garantis sans arsenic. La recette a été signalée sous le nom de Gâteau breton d'Hélène Jégado par Simone Morand dans son livre Gastronomie bretonne d'hier et d'aujourd'hui en 1965.

## Filmographie
- 2017 : Fleur de tonnerre par Stéphanie Pillonca-Kervern, incarnée par Déborah François. Adapté de la biographie romancée Fleur de tonnerre de Jean Teulé[21].

## Documentaires télévisés
- « Le cas d'Hélène Jégado » le 24 janvier 1967 dans En votre âme et conscience sur RTF Télévision. Dans lequel Hélène Jégado est incarnée par Maria Meriko.
- « Hélène Jégado, L'empoisonneuse bretonne » de la série Des crimes presque parfaits, sur Planète+ CI.